# Economia dello Sri Lanka

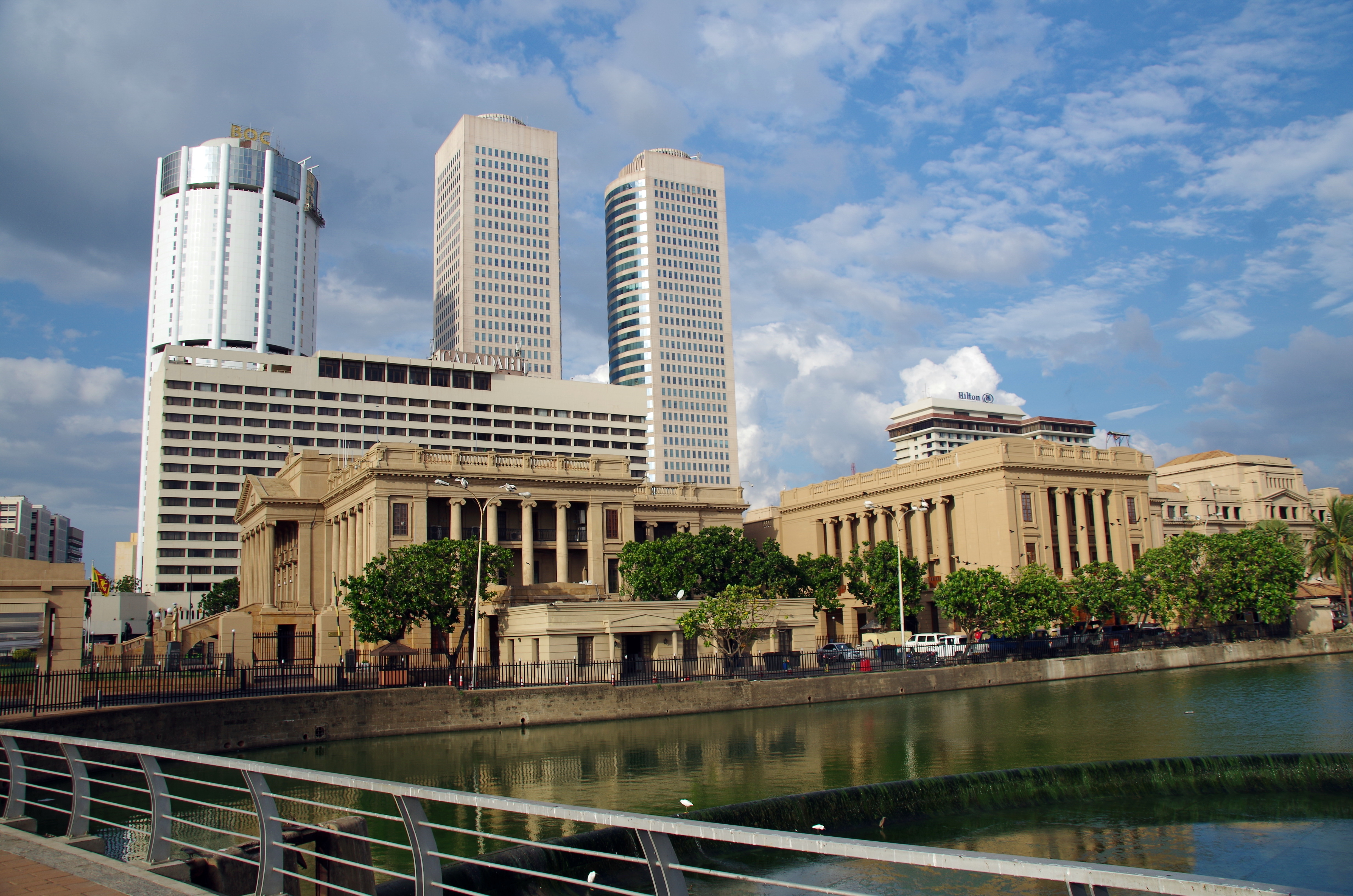
Colombo è la principale città economica, commerciale e finanziaria dello Sri Lanka

Secondo il Fondo monetario internazionale, il PIL dello Sri Lanka in termini di parità di potere d'acquisto è il secondo più alto nella regione dell'Asia meridionale in termini di reddito pro capite. Nel XIX e XX secolo, lo Sri Lanka divenne un'economia di piantagione famosa per la produzione ed esportazione di cannella, gomma e tè di Ceylon, che rimane un marchio di esportazione nazionale. Lo sviluppo di porti moderni da parte del Ministero dei porti e dell'aviazione sotto il dominio britannico ha sottolineato l'importanza strategica dell'isola come centro commerciale. Dal 1948 al 1977, il socialismo influenzò fortemente le politiche economiche del governo. Le piantagioni coloniali furono smantellate, le industrie furono nazionalizzate e fu istituito uno stato sociale. Nel 1977, l'economia di libero mercato fu introdotta nel paese, incorporando privatizzazioni, deregolamentazione e promozione dell'impresa privata.
Sebbene la produzione e l'esportazione di tè, gomma, caffè, zucchero e altre materie prime rimangano importanti, l'industrializzazione ha accresciuto l'importanza della trasformazione alimentare, del tessile, delle telecomunicazioni e della finanza. I principali settori economici del paese sono il turismo, l'esportazione di tè, l'abbigliamento, la produzione di riso e altri prodotti agricoli. Oltre a questi settori economici, l'occupazione all'estero, soprattutto in Medio Oriente, contribuisce in modo sostanziale alla valuta estera.
Al 2020, il settore dei servizi rappresentava il 59,7% del PIL, il settore industriale il 26,2% e il settore agricolo l'8,4%. Il settore privato rappresenta l'85% dell'economia. Cina, India e Stati Uniti sono i principali partner commerciali dello Sri Lanka. Esistono disparità economiche tra le province, con la provincia occidentale che contribuisce al 45,1% del PIL e la provincia meridionale e la provincia centrale che contribuiscono rispettivamente al 10,7% e al 10%.
File:UG-LK Photowalk - WTC and surroundings - 2017-03-12 (13).jpg
Il reddito pro capite dello Sri Lanka è raddoppiato dal 2005 al 2011. Nello stesso periodo, la povertà è scesa dal 15,2% al 7,6%, il tasso di disoccupazione è sceso dal 7,2% al 4,9%, la capitalizzazione di mercato della Borsa di Colombo è quadruplicata e il deficit di bilancio è raddoppiato. Il 99% delle famiglie in Sri Lanka è elettrificato; il 93,2% della popolazione ha accesso all'acqua potabile; e il 53,1% ha accesso all'acqua corrente. Anche la disuguaglianza di reddito è diminuita negli ultimi anni, come indicato da un coefficiente di Gini di 0,36 nel 2010.
Il Global Competitiveness Report del 2011, pubblicato dal World Economic Forum, descriveva l'economia dello Sri Lanka come in transizione dalla fase basata sui fattori produttivi a quella basata sull'efficienza, classificandosi al 52° posto nella classifica di competitività globale. Inoltre, su 142 paesi esaminati, lo Sri Lanka si è classificato al 45° posto per sanità e istruzione primaria, al 32° per sofisticatezza aziendale, al 42° per innovazione e al 41° per efficienza del mercato dei beni. Nel 2016, lo Sri Lanka si è classificato al 5° posto nel World Giving Index, registrando alti livelli di soddisfazione e comportamento caritatevole nella sua società. Nel 2010, The New York Times ha posizionato lo Sri Lanka in cima alla lista dei 31 luoghi da visitare. S&P Dow Jones Indices classifica lo Sri Lanka come un mercato di frontiera a partire dal 2018. Lo Sri Lanka si colloca ben al di sopra degli altri paesi dell'Asia meridionale nell'Indice di Sviluppo Umano (HDI) con un indice di 0,750.

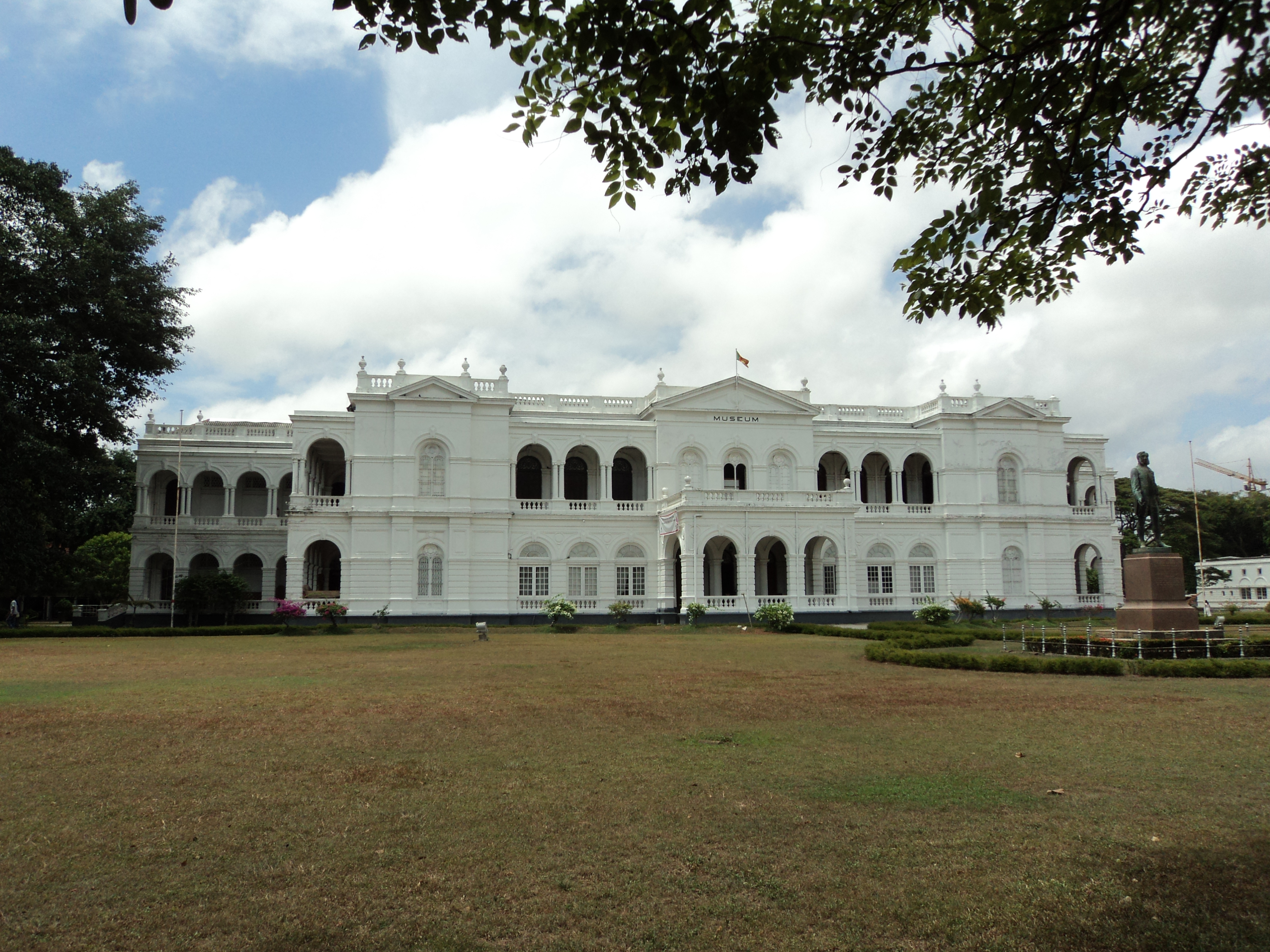
Museo nazionale di Colombo

Nel 2016, il debito del paese è aumentato vertiginosamente a causa dello sviluppo delle infrastrutture, al punto di sfiorare la bancarotta, che ha richiesto un salvataggio da parte del Fondo monetario internazionale (FMI). Il FMI aveva accettato di erogare un prestito di salvataggio di 1,5 miliardi di dollari nell'aprile 2016, dopo che lo Sri Lanka aveva fornito una serie di criteri volti a migliorare la sua economia. Entro il quarto trimestre del 2016, il debito era stimato in 64,9 miliardi di dollari. In passato, organizzazioni statali avevano contratto ulteriori debiti, per un importo stimato di almeno 9,5 miliardi di dollari. Dall'inizio del 2015, il debito interno è aumentato del 12% e quello estero del 25%. Nel novembre 2016, il FMI ha riferito che l'esborso iniziale era superiore ai 150 milioni di dollari inizialmente previsti, ben 162,6 milioni di dollari (119,894 milioni di DSP). La valutazione dell'agenzia per la prima tranche era moderatamente ottimistica sul futuro. Nell'ambito del programma, il governo dello Sri Lanka ha implementato una nuova legge sull'Agenzia delle Entrate e una formula per la fissazione automatica del prezzo del carburante, che è stata presa in considerazione dal FMI nella sua quarta revisione. Nel 2018, la Cina ha accettato di salvare lo Sri Lanka con un prestito di 1,25 miliardi di dollari per far fronte ai picchi di rimborso del debito estero nel periodo 2019-2021.
Nel settembre 2021, lo Sri Lanka ha dichiarato una grave crisi economica. Il capo della sua banca centrale si è dimesso a causa della crisi. Il Parlamento ha dichiarato regolamenti di emergenza a causa della crisi, cercando di vietare "l'accumulo di cibo".
A maggio 2022 il paese ha dichiarato ufficialmente il default a causa dell'elevato debito pubblico che lo stato non è riuscito a sanare.

## Agricoltura

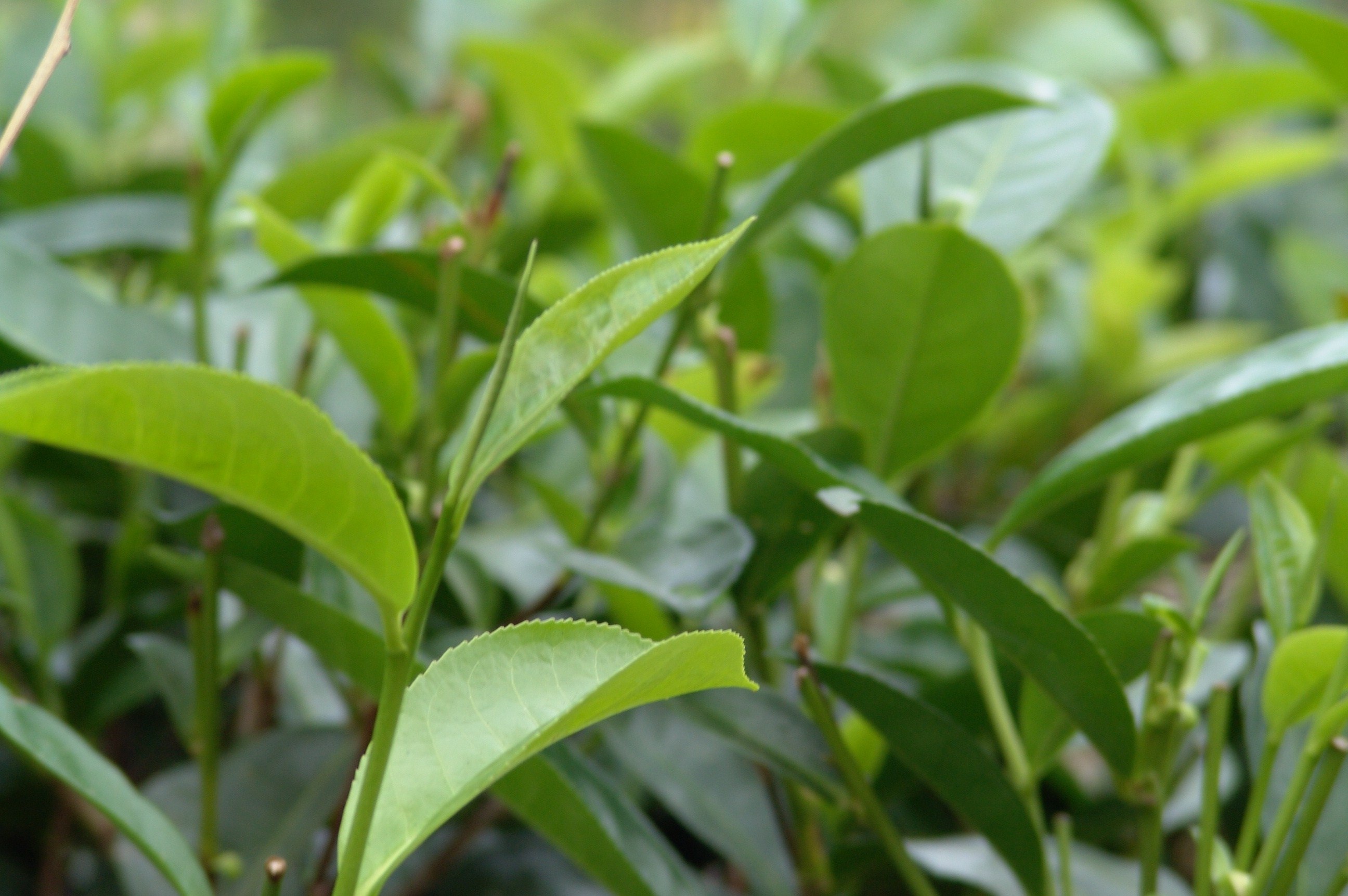
Il tè di Ceylon, il più noto prodotto d'esportazione dello Sri Lanka, è considerato dall'ISO il tè più puro al mondo in termini di residui di pesticidi. Lo Sri Lanka è anche il secondo esportatore mondiale di tè.

Il settore agricolo del paese produce principalmente riso, cocco e cereali, destinati principalmente al consumo interno e occasionalmente all'esportazione. L'industria del tè, attiva dal 1867, non è generalmente considerata parte del settore agricolo, che si concentra principalmente sull'esportazione piuttosto che sul consumo interno del paese.
Il settore agricolo del paese produce principalmente riso, cocco e cereali, destinati principalmente al consumo interno e occasionalmente all'esportazione. L'industria del tè, attiva dal 1867, non è generalmente considerata parte del settore agricolo, che si concentra principalmente sull'esportazione piuttosto che sul consumo interno del paese.
L'agricoltura e il settore manifatturiero agroalimentare dello Sri Lanka sono probabilmente influenzati dalle variazioni climatiche. Si è verificata un'alluvione nel maggio 2018, seguita da alluvioni nel maggio 2016 e nel maggio 2017.
L'industria del tè, gestita dal Ministero della Gestione e dello Sviluppo del Patrimonio Pubblico, è una delle principali industrie dello Sri Lanka. Nel 1995, lo Sri Lanka è diventato il principale esportatore mondiale, con una quota del 23% delle esportazioni globali di tè, superiore a quella del 22% del Kenya. Gli altopiani centrali del paese hanno un clima con basse temperature durante tutto l'anno e livelli annuali di precipitazioni e umidità adatti alla coltivazione del tè. L'industria fu introdotta nel paese nel 1867 da James Taylor, un piantatore britannico arrivato nel 1852. Famoso nel mondo è appunto il tè di Ceylon.
Recentemente, lo Sri Lanka è diventato uno dei paesi esportatori di tè del commercio equo e solidale verso il Regno Unito e altri paesi. Si ritiene che tali progetti potrebbero ridurre la povertà.

## Industria

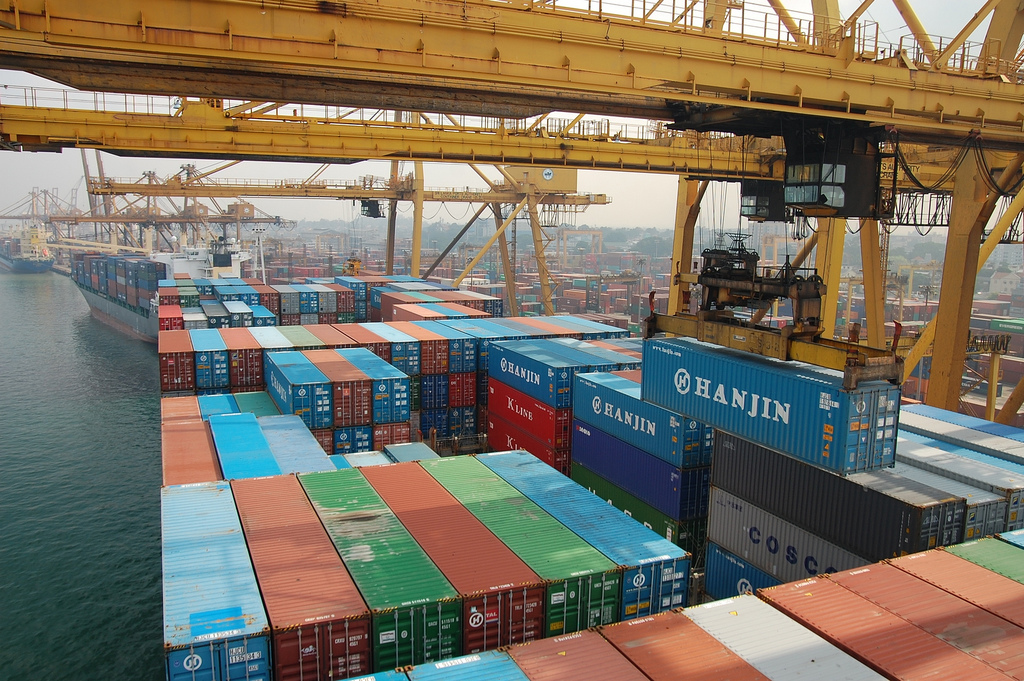
Container al porto di Colombo.

L'industria del tè, gestita dal Ministero della Gestione e dello Sviluppo del Patrimonio Pubblico, è una delle principali industrie dello Sri Lanka. Nel 1995, il Paese è diventato il principale esportatore mondiale di tè, con una quota del 23% delle esportazioni globali, superiore a quella del 22% del Kenya. Gli altopiani centrali del Paese godono di un clima con basse temperature durante tutto l'anno e di livelli annuali di precipitazioni e umidità adatti alla coltivazione del tè. L'industria fu introdotta nel paese nel 1867 da James Taylor, un piantatore britannico arrivato nel 1852.
L'industria dell'abbigliamento dello Sri Lanka esporta principalmente verso gli Stati Uniti e l'Europa. Ci sono circa 900 fabbriche in tutto il paese che servono aziende come Victoria's Secret, Liz Claiborne e Tommy Hilfiger. I prodotti tessili e di abbigliamento, come categorizzati e riportati dallo Sri Lanka Export Development Board, hanno rappresentato circa il 44% delle esportazioni di merci dello Sri Lanka, nell'anno 2017.

## Servizi e terziario

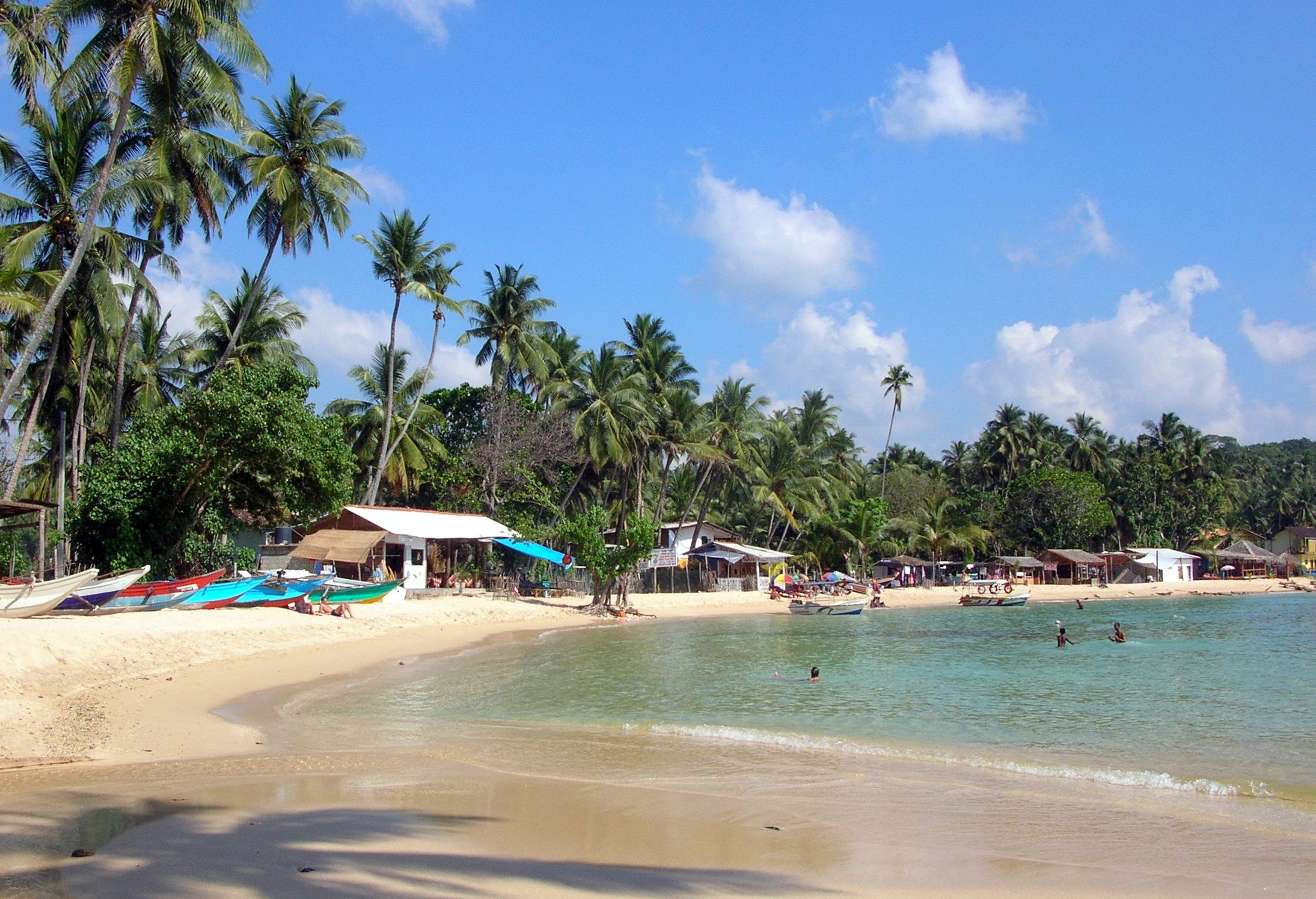
Spiaggia di Unawatuna

Il turismo è una delle principali industrie dello Sri Lanka. Le principali attrazioni turistiche si concentrano attorno alle famose spiagge dell'isola, situate nella Provincia Meridionale dello Sri Lanka e nella Provincia Orientale del paese, agli antichi siti storici situati nell'entroterra e ai resort situati nelle regioni montuose del paese. Inoltre, poiché pietre preziose come rubini e zaffiri vengono frequentemente trovate ed estratte a Ratnapura e nelle aree circostanti, esse costituiscono una grande attrazione turistica.
Il Terremoto e maremoto dell'Oceano Indiano del 2004 e la passata Guerra civile hanno ridotto gli arrivi turistici, con l'intensificarsi della guerra civile. I visitatori stranieri sono scesi da 566.202 nel 2004, durante un cessate il fuoco con i separatisti delle Tigri Tamil, a 447.890 alla fine della guerra nel 2009. Da allora, gli arrivi sono cresciuti rapidamente fino a 2.333.796 nel 2019. Gli Attentati del 21 aprile 2019 nello Sri Lanka hanno ridotto gli arrivi a 1.913.702, sebbene le autorità siano intervenute rapidamente per radunare il gruppo e le restrizioni di viaggio siano state allentate da mercati chiave come il Regno Unito già a giugno 2019. Lonely Planet ha nominato lo Sri Lanka la migliore destinazione da visitare nel 2019 e Travel+Leisure la migliore isola.

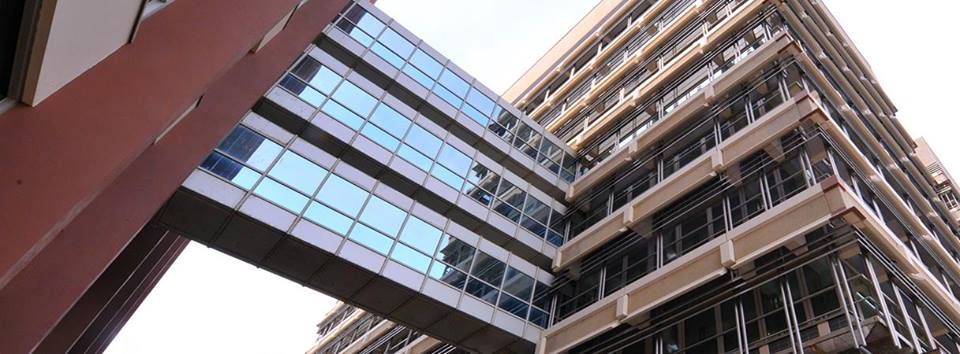
Banca centrale dello Sri Lanka

La pandemia di COVID-19 ha inferto un duro colpo al settore dopo la chiusura degli aeroporti a marzo 2020. Si stima che le entrate del turismo siano scese a 956 milioni di dollari nel 2020, rispetto ai 3,6 miliardi di dollari del 2019, danneggiando oltre 300.000 persone che si dice siano collegate al settore. Il governo ha annunciato una serie di misure di sostegno, tra cui una moratoria sul debito, che sono state poi esteso. Nel 2020 gli arrivi sono diminuiti del 70%, passando da 1.913.702 del 2019 a 507.704, con quasi tutti gli arrivi avvenuti prima della chiusura degli aeroporti a marzo.. Nel dicembre 2020, nell'ambito di quello che è stato definito un "progetto pilota", 393 turisti con pacchetti viaggio sono arrivati in Sri Lanka con voli charter dall'Ucraina. Il 21 gennaio il turismo è ripreso ufficialmente consentendo anche ai viaggiatori indipendenti di entrare, a condizione di rispettare una serie di norme sanitarie e test per il Coronavirus,.
Per quanto riguarda le finanze, è gestito tutto dalla Banca centrale dello Sri Lanka mentre il mercato borsistico è garantito dalla Borsa di Colombo.